# Contea di Nairobi
La Contea di Nairobi è una della 47 contee del Kenya i cui confini coincidono con quelli della ex Provincia di Nairobi. Al censimento del 2019 ha una popolazione di 4.397.073 abitanti. Il capoluogo della contea è Nairobi.  Insieme alle contee di Kiambu, Murang'a, Kajiado e Machakos, forma la regione metropolitana di Nairobi con circa 7,5 milioni di abitanti.